# Староянтузовська сільська рада
Староянту́зовська сільська рада (рос. Староянтузовский сельский совет) — муніципальне утворення у складі Дюртюлинського району Башкортостану, Росія. Адміністративний центр — село Староянтузово.
Станом на 2002 існували Байгільдінська сільська рада (село Байгільдіно, присілки Єльдяк, Кази-Єльдяк) та Староянтузовська сільська рада (села Аканеєво, Староянтузово, присілки Бішнарат, Каїшево, Новоішметово, Сабанаєво, Турбек).

## Населення
Населення — 1969 осіб (2019, 2199 у 2010, 2216 у 2002).

## Склад
До складу поселення входять такі населені пункти:
| Населений пункт        | Населення, осіб (2002) | Населення, осіб (2010) |
| ---------------------- | ---------------------- | ---------------------- |
| Аканеєво, село         | 294                    | 283                    |
| Байгільди, село        | 396                    | 378                    |
| Бішнарат, присілок     | 25                     | 15                     |
| Єльдяк, присілок       | 56                     | 46                     |
| Кази-Єльдяк, присілок  | 244                    | 273                    |
| Каїшево, присілок      | 189                    | 197                    |
| Новоішметово, присілок | 99                     | 79                     |
| Сабанаєво, присілок    | 145                    | 155                    |
| Староянтузово, село    | 584                    | 586                    |
| Турбек, присілок       | 184                    | 187                    |